# Савватиевка
Савва́тиевка — река в России, протекает в Великоустюгском районе Вологодской области. Устье реки находится в 719 км по правому берегу реки Северная Двина. Длина реки составляет 10 км.
Савватиевка берёт начало в лесах в 22 км к северо-востоку от Великого Устюга. Течёт на северо-запад, крупных притоков нет. Течение реки проходит по глухому ненаселённому лесному массиву, впадает в Малую Северную Двину чуть выше города Красавино, близ места впадения стоит нежилая деревня Медведки.

## Данные водного реестра
По данным государственного водного реестра России относится к Двинско-Печорскому бассейновому округу, водохозяйственный участок реки — (Малая) Северная Двина от начала реки до впадения реки Вычегда, без рек Юг и Сухона (от истока до Кубенского гидроузла), речной подбассейн реки — Малая Северная Двина. Речной бассейн реки — Северная Двина.
По данным геоинформационной системы водохозяйственного районирования территории РФ, подготовленной Федеральным агентством водных ресурсов:
- Код водного объекта в государственном водном реестре — 03020100312103000013521
- Код по гидрологической изученности (ГИ) — 103001352
- Код бассейна — 03.02.01.003
- Номер тома по ГИ — 03
- Выпуск по ГИ — 0